# Wyschejschaja Liha 2010
Die Wyschejschaja Liha 2010 war die 20. Spielzeit der höchsten belarussischen Spielklasse im Männerfußball. Sie begann am 3. April 2010 und endete am 20. November 2010.
Titelverteidiger BATE Baryssau gewann seine fünfte Meisterschaft in Folge vor dem Zweitplatzierten FK Schachzjor Salihorsk.

## Modus
Die Liga wurde um zwei Vereine auf 12 Mannschaften reduziert. Diese spielten an insgesamt 33 Spieltagen jeweils drei Mal gegeneinander. Am Saisonende stieg der Tabellenletzte direkt in die Perschaja Liha ab, der Vorletzte spielte in der Relegation gegen den Zweiten der Perschaja Liha.

## Vereine
| Verein                  | Stadt      | Stadion                | Kapazität |
| ----------------------- | ---------- | ---------------------- | --------- |
| Belschyna Babrujsk      | Babrujsk   | Spartak-Stadion        | 04.600    |
| BATE Baryssau           | Baryssau   | Haradski-Stadion       | 05.500    |
| FK Dinamo Brest         | Brest      | Brestskij-Stadion      | 10.080    |
| FK Njoman Hrodna        | Hrodna     | Njoman-Stadion         | 08.800    |
| Dnjapro Mahiljou        | Mahiljou   | Spartak-Stadion        | 07.350    |
| FK Dinamo Minsk         | Minsk      | Dinamo-Yuni-Stadion    | 04.500    |
| FK Minsk                | Minsk      | Dinamo-Stadion         | 40.000    |
| Partizan Minsk          | Minsk      | Traktar-Stadion        | 17.600    |
| Naftan Nawapolazk       | Nawapolazk | Atlant-Stadion         | 05.300    |
| FK Schachzjor Salihorsk | Salihorsk  | Stroitel-Stadion       | 04.200    |
| Torpedo Schodsina       | Schodsina  | Torpedo-Stadion        | 03.020    |
| FK Wizebsk              | Wizebsk    | Zentraler Sportkomplex | 08.300    |

## Statistiken

### Abschlusstabelle
| Pl. | Verein                  | Sp. | S  | U  | N  | Tore    | Diff. | Punkte |
| --- | ----------------------- | --- | -- | -- | -- | ------- | ----- | ------ |
| 1.  | BATE Baryssau (M, P)    | 33  | 21 | 9  | 3  | 064:180 | +46   | 72     |
| 2.  | FK Schachzjor Salihorsk | 33  | 19 | 9  | 5  | 051:230 | +28   | 66     |
| 3.  | FK Minsk                | 33  | 18 | 6  | 9  | 059:320 | +27   | 60     |
| 4.  | FK Dinamo Minsk         | 33  | 17 | 5  | 11 | 049:340 | +15   | 56     |
| 5.  | FK Dinamo Brest         | 33  | 12 | 10 | 11 | 048:400 | +8    | 46     |
| 6.  | Belschyna Babrujsk (N)  | 33  | 12 | 9  | 12 | 031:420 | −11   | 45     |
| 7.  | Naftan Nawapolazk       | 33  | 11 | 11 | 11 | 041:340 | +7    | 44     |
| 8.  | Dnjapro Mahiljou        | 33  | 11 | 7  | 15 | 040:530 | −13   | 40     |
| 9.  | FK Wizebsk              | 33  | 7  | 11 | 15 | 031:520 | −21   | 32     |
| 10. | FK Njoman Hrodna        | 33  | 7  | 10 | 16 | 027:420 | −15   | 31     |
| 11. | Torpedo Schodsina       | 33  | 7  | 7  | 19 | 033:580 | −25   | 28     |
| 12. | Partizan Minsk          | 33  | 5  | 8  | 20 | 024:700 | −46   | 23     |

| (M) | amtierender belarussischer Meister     |
| (P) | amtierender belarussischer Pokalsieger |
| (N) | Aufsteiger aus der Perschaja Liha 2009 |

### Kreuztabelle
| Spieltage 1–22          | BATE Baryssau | Belschyna Babrujsk | Dinamo Brest | FK Dinamo Minsk | Dnjapro Mahiljou | FK Minsk | Naftan Nawapolazk |     | Partizan Minsk | FK Schachzjor Salihorsk | Torpedo Schodsina | FK Wizebsk |
| ----------------------- | ------------- | ------------------ | ------------ | --------------- | ---------------- | -------- | ----------------- | --- | -------------- | ----------------------- | ----------------- | ---------- |
| BATE Baryssau           |               | 2:0                | 1:0          | 1:3             | 3:0              | 1:2      | 1:1               | 0:0 | 6:0            | 2:0                     | 1:0               | 4:0        |
| Belschyna Babrujsk      | 0:1           |                    | 1:0          | 0:2             | 2:1              | 1:0      | 1:0               | 0:2 | 2:0            | 1:0                     | 2:0               | 0:0        |
| FK Dinamo Brest         | 1:4           | 1:1                |              | 1:2             | 2:3              | 2:1      | 0:0               | 4:0 | 1:1            | 1:1                     | 3:2               | 5:2        |
| FK Dinamo Minsk         | 0:1           | 3:0                | 2:2          |                 | 3:0              | 0:2      | 0:0               | 1:0 | 0:0            | 0:1                     | 5:1               | 1:1        |
| Dnjapro Mahiljou        | 0:2           | 1:3                | 2:1          | 1:0             |                  | 1:5      | 1:0               | 0:0 | 3:0            | 0:2                     | 3:1               | 0:0        |
| FK Minsk                | 0:0           | 3:1                | 1:1          | 0:2             | 2:1              |          | 3:1               | 3:1 | 3:0            | 0:2                     | 2:1               | 5:1        |
| Naftan Nawapolazk       | 0:2           | 4:0                | 3:1          | 0:2             | 5:0              | 0:0      |                   | 4:1 | 1:0            | 0:2                     | 1:1               | 0:0        |
| FK Njoman Hrodna        | 0:5           | 2:2                | 0:0          | 0:1             | 1:2              | 0:1      | 0:0               |     | 0:1            | 0:0                     | 0:0               | 0:0        |
| Partizan Minsk          | 1:1           | 1:2                | 0:3          | 0:2             | 1:0              | 1:4      | 1:1               | 0:4 |                | 0:2                     | 2:3               | 0:2        |
| FK Schachzjor Salihorsk | 0:0           | 1:1                | 2:0          | 2:4             | 0:0              | 1:0      | 0:0               | 4:1 | 1:0            |                         | 4:1               | 1:1        |
| Torpedo Schodsina       | 0:1           | 1:2                | 0:1          | 2:0             | 2:3              | 0:4      | 1:4               | 2:0 | 2:2            | 1:1                     |                   | 0:4        |
| FK Wizebsk              | 0:0           | 0:0                | 0:1          | 3:1             | 1:1              | 0:3      | 4:2               | 2:2 | 0:1            | 1:3                     | 0:2               |            |

| Spieltage 23–33         | BATE Baryssau | Belschyna Babrujsk | Dinamo Brest | FK Dinamo Minsk | Dnjapro Mahiljou | FK Minsk | Naftan Nawapolazk |     | Partizan Minsk | FK Schachzjor Salihorsk | Torpedo Schodsina | FK Wizebsk |
| ----------------------- | ------------- | ------------------ | ------------ | --------------- | ---------------- | -------- | ----------------- | --- | -------------- | ----------------------- | ----------------- | ---------- |
| BATE Baryssau           |               | –                  | 2:0          | 4:0             | –                | 2:1      | 1:0               | –   | –              | 1:2                     | –                 | –          |
| Belschyna Babrujsk      | 1:3           |                    | –            | –               | 1:1              | 2:0      | 1:1               | –   | –              | 1:3                     | 1:1               | –          |
| FK Dinamo Brest         | –             | 2:0                |              | –               | –                | –        | –                 | 2:1 | 4:0            | –                       | 3:1               | 2:0        |
| FK Dinamo Minsk         | –             | 4:0                | 2:0          |                 | 2:1              | –        | –                 | 1:0 | 5:1            | –                       | –                 | 0:2        |
| Dnjapro Mahiljou        | 2:3           | –                  | 1:1          | –               |                  | 3:0      | –                 | 1:0 | –              | –                       | 0:1               | –          |
| FK Minsk                | –             | –                  | 2:2          | 0:0             | –                |          | 2:0               | 2:0 | –              | 1:2                     | –                 | –          |
| Naftan Nawapolazk       | –             | –                  | 1:0          | 2:0             | 1:2              | –        |                   | 2:1 | 4:4            | 1:0                     | –                 | –          |
| FK Njoman Hrodna        | 1:1           | 2:0                | –            | –               | –                | –        | –                 |     | 2:0            | –                       | 2:1               | 3:0        |
| Partizan Minsk          | 1:1           | 0:0                | –            | –               | 4:3              | 1:3      | –                 | –   |                | –                       | 1:0               | 0:1        |
| FK Schachzjor Salihorsk | –             | –                  | 1:1          | 3:0             | 3:2              | –        | –                 | 0:1 | 4:0            |                         | –                 | 2:1        |
| Torpedo Schodsina       | 1:1           | –                  | –            | 3:1             | –                | 1:1      | 0:2               | –   | –              | 0:1                     |                   | –          |
| FK Wizebsk              | 1:6           | 0:2                | –            | –               | 1:1              | 1:3      | 2:0               | –   | –              | –                       | 0:1               |            |

### Relegation
Der Elftplatzierte Torpedo Schodsina bestritt nach Abschluss der regulären Saison zwei Relegationsspiele gegen den Zweitplatzierten SKVICh Minsk der Perschaja Liha. Die Spiele fanden am 25. und 28. November statt. Torpedo Schodsina setzte sich mit 3:1 und 0:0 gegen Minsk durch und verblieb in der ersten Liga.
|              | Gesamt |                   | Hinspiel | Rückspiel |
| ------------ | ------ | ----------------- | -------- | --------- |
| SKVICh Minsk | 1:3    | Torpedo Schodsina | 1:3      | 0:0       |

### Torschützenliste
| Pl. | Name                  | Team                    | Tore |
| --- | --------------------- | ----------------------- | ---- |
| 1.  | Renan Bressan         | BATE Baryssau           | 15   |
| 2.  | Dmitriy Kawalyonak    | FK Njoman Hrodna        | 12   |
| 3.  | Andrej Rasin          | FK Minsk                | 11   |
| 4.  | Dsmitryj Assipenka    | FK Minsk                | 10   |
| 4.  | Mikalaj Janusch       | FK Dinamo Brest         | 10   |
| 6.  | Alexander Alumona     | FK Schachzjor Salihorsk | 09   |
| 6.  | Syarhey Kislyak       | FK Dinamo Minsk         | 09   |
| 6.  | Artur Ljawizki        | Torpedo Schodsina       | 09   |
| 6.  | Dsmitryj Masaleuski   | FK Dinamo Brest         | 09   |
| 6.  | Andrej Scherakou      | FK Minsk                | 09   |
| 6.  | Pawel Sitko           | FK Schachzjor Salihorsk | 09   |
| 6.  | Maksim Skawysch       | BATE Baryssau           | 09   |
| 6.  | Uladsimir Jurtschanka | Dnjapro Mahiljou        | 09   |